# حصار الکتریکی

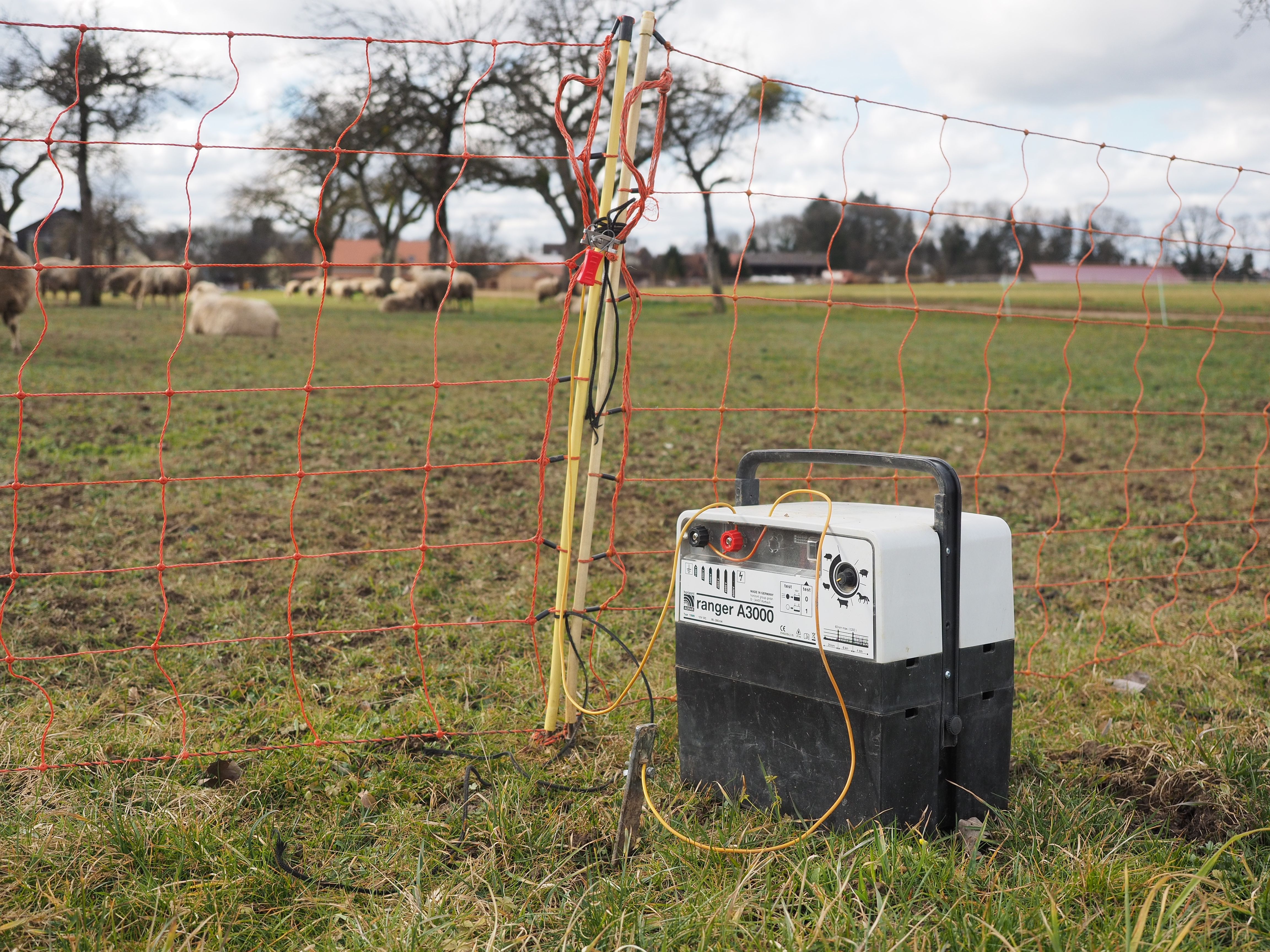
نمایی از یک‌نوع حصار الکتریکی مزرعه در بادن-وورتمبرگ / ۲۰۱۴

حصار الکتریکی (انگلیسی: Electric fence) یا نرده الکتریکی، نوعی مانع است که از شوک الکتریکی برای جلوگیری از عبور جانوران از مرزهای مشخص، استفاده می‌کند. ولتاژ الکتریکی جریانی در این‌گونه حصارها، ممکن است اثراتی چون شوک و مرگ را در پی داشته باشد. امروزه بیشترین کاربرد حصارهای الکتریکی در صنایع کشاورزی و بمنظور کنترل حیوانات می‌باشد، همچنین این حصارها برای حفاظت از مناطق حساس امنیتی مانند تأسیسات نظامی و زندان‌ها نیز مورد استفاده قرار می‌گیرد.